# I Ching
I Ching (易经/易經 Yì jīng) er en kinesisk spådomsbog hvis kernetekst formentligt er skrevet for ca. 2500 år siden. Yi betyder forvandling, Jing betyder bog eller klassiker, på dansk kaldes den ofte for Forvandlingernes bog eller Bogen om Livets Forvandlinger. I Kina kaldes den ofte for Zhou Yi 周易 (Bogen om Forvandlinger fra Zhou dynastiet). Zhou Yi er ofte betegnelsen for den oprindelige tekst der udgør kernen i I Ching / Yijing.
Den oprindelige kerne af I Ching består af 64 såkaldte heksagrammer der er sammensat af to trigrammer. Både heksagrammer og trigrammer kaldes på kinesisk gua 卦. Hver af linjerne i trigrammerne kan være brudte/bøjelige eller hele/faste - yin eller yang. Teksten der hører til et heksagram består af en overordnet titel-linje med beskrivelse af versets ide, og seks simple linjer der beskriver forskellige stadier af denne ides forvandlinger, altså syv linjer i hvert vers. Versene beskriver almenmenneskelige livssituationer, selv om de omhandler forhold i Kinas oldtid er de ikke svære at omsætte til livets tilskikkelser i dag.
For at få et svar på et spørgsmål til I Ching, er den oprindelige metode at benytte røllikestilke. Ved hjælp af 50 tynde pinde finder man frem til talværdier, der viser frem til det konkrete heksagram, nogle gange med supplerende linjer, som er svaret på ens spørgsmål.
I stedet for røllike-stilke, kan man dog også bruge tre mønter af ens størrelse, gerne gamle kinesiske, som man kaster på én gang. De to møntsider har hver deres værdi. Når mønterne er kastet seks gange, har man dannet heksagrammets seks linjer, der angiver hvilket heksagram eller hvilke linjer der udgør svaret på ens spørgsmål.
De seks linjer i hvert heksagram repræsenterer enten yin eller yang, således at brudte linjer repræsenterer yin og ubrudte linjer repræsenterer yang. Heksagrammets seks linjer er opbygget af to tre-linjede trigrammer, som også kendes fra De Otte Trigrammer Bagua.
Når I Ching anvendes som spådomsbog kan et enkelt heksagram repræsentere et billede på situationen eller et enkelt råd for hvad man skal gøre. 

Er der en eller flere linjer i et heksagramoplæg, er linjerne argumenter eller dele af en fremadskridende forklaring, der fører til det næste heksagram som er konklusion på spørgsmålet.
I Ching er blevet oversat i over hundrede udgaver til Vestlige sprog (se liste på zhouyi.dk eller søg på bibliotek.dk), disse oversættelser er af stærkt varierende kvalitet, og langt de fleste er ikke akademisk baserede. En af de første vestlige oversættelser var James Legges, men den mest kendte udgave i Vesten er nok Richard Wilhelms oversættelse til tysk fra 1923, men flere andre må regnes for mindst lige så væsentlige bidrag. Der foregår i dag et omfattende forskningsarbejde i I Ching, men ingen oversættelser kan kaldes fyldestgørende, da der er stor uenighed om både principper, fortolkning og om hvilken er den mest originale version.
Der er således stor uenighed om oversættelsen af kerneteksten i I Ching. Oversættelsen af De Ti Vinger, der består af tidlige kommentarer, er derimod langt mere ensartet oversat, og giver et klart fingerpeg om hvilken opfattelse kommentatorerne havde nogle få hundrede år efter kernetekstens tilblivelse. Desværre er det ofte et problem i moderne oversættelser, at det er svært for læseren at skelne den oprindelige tekst fra både ældre og nye kommentarer. Dette er selvfølgeligt meget vigtigt, da det kun er den oprindelige tekst der er beregnet til anvendelse som spådomsbog, og den må derfor til dette formål kunne holdes klart adskilt fra kommentarerne.
| De 64 heksagrammer (R. Wilhelm) | De 64 heksagrammer (R. Wilhelm) | De 64 heksagrammer (R. Wilhelm) |
| ------------------------------- | ------------------------------- | ------------------------------- |
| 01                              | Det skabende                    | ch'ien                          |
| 02                              | Det modtagende                  | k'un                            |
| 03                              | Begyndelsesvanskeligheder       | chun                            |
| 04                              | Ungdommelig dårskab             | méng                            |
| 05                              | Venten                          | hsü                             |
| 06                              | Striden                         | sung                            |
| 07                              | Hæren                           | shih                            |
| 08                              | Sammenholdet                    | pi                              |
| 09                              | Tæmmekraften hos det små        | hsiao ch'u                      |
| 10                              | Optræden                        | lü                              |
| 11                              | Freden                          | t'ai                            |
| 12                              | Stilstand                       | p'i                             |
| 13                              | Fællesskab med mennesker        | t'ung jén                       |
| 14                              | Besiddelsen af det store        | ta ju                           |
| 15                              | Beskedenheden                   | ch'ien                          |
| 16                              | Begejstringen                   | yü                              |
| 17                              | At følge                        | sui                             |
| 18                              | Arbejdet med det fordærvede     | ku                              |
| 19                              | Tilnærmelsen                    | lin                             |
| 20                              | Kontemplation                   | kuan                            |
| 21                              | At bide sig igennem             | shih ho                         |
| 22                              | Ynde                            | pi                              |
| 23                              | Splittelse                      | po                              |
| 24                              | Tilbagevenden                   | fu                              |
| 25                              | Uskylden                        | wu wang                         |
| 26                              | Tæmmekraften hos det store      | ta ch'u                         |
| 27                              | Mundvigene                      | i                               |
| 28                              | Det store i overvægt            | ta kuo                          |
| 29                              | Det afgrundsdybe                | k'an                            |
| 30                              | Det der hæfter ved noget        | li                              |
| 31                              | Indvirkningen                   | hsien                           |
| 32                              | Varighed                        | hèng                            |
| 33                              | Tilbagetoget                    | tun                             |
| 34                              | Magten hos det store            | ta chuang                       |
| 35                              | Fremskridt                      | chin                            |
| 36                              | Lyset formørkes                 | ming i                          |
| 37                              | Familien                        | chia jén                        |
| 38                              | Modsætningen                    | k'uei                           |
| 39                              | Hindringen                      | chien                           |
| 40                              | Befrielsen                      | hsieh                           |
| 41                              | Mindskelsen                     | sun                             |
| 42                              | Forøgelsen                      | i                               |
| 43                              | Gennembruddet                   | kuai                            |
| 44                              | At mødes                        | kou                             |
| 45                              | Samling                         | ts'ui                           |
| 46                              | At trænge opad                  | shêng                           |
| 47                              | Trængsler                       | k'un                            |
| 48                              | Brønden                         | ching                           |
| 49                              | Omvæltningen                    | ko                              |
| 50                              | Næringskarret                   | ting                            |
| 51                              | Det opvækkende                  | chên                            |
| 52                              | Ro, standsning                  | kên                             |
| 53                              | Udviklingen                     | chien                           |
| 54                              | Den unge kvinde gifter sig      | kuei mei                        |
| 55                              | Fylde                           | fêng                            |
| 56                              | Vandreren                       | lü                              |
| 57                              | Det blide                       | sun                             |
| 59                              | Opløsningen                     | huan                            |
| 58                              | Det muntre, søen                | tui                             |
| 60                              | Begrænsningen                   | chieh                           |
| 61                              | Indre sandhed                   | chung fu                        |
| 62                              | Det små i overvægt              | hsiao kuo                       |
| 63                              | Efter fuldendelsen              | chi chi                         |
| 64                              | Før fuldendelsen                | wei chi                         |

Den oprindelige tekst i I Ching - uden kommentarer - er langt mere kortfattet end det fremstår i udgivelser hvor kommentarer er inkluderet, den indeholder 450 enkeltstående linjer med samlet 4933 tegn. Teksten er skrevet i det allertidligste kinesiske skriftsprog og er særdeles vanskeligt at oversætte uden en bredere kontekst. Problemet med I Ching er netop at linjerne er selvstændige og konteksten således er vanskelig at bestemme, og det er et faktum at alle de mange oversættelser er fuldkommen forskellige. Heldigvis er der i dag langt større mulighed for at bestemme hvilken version der er den mest originale, fordi der er gjort vigtige arkæologiske fund af teksten skrevet på bambus strips (se Shaughnessy 2014 og Christensen 2015). Dermed er tekstens struktur og mening blevet meget lettere at bestemme.

Eksempel på oversættelse af heksagram:
Nr. 58 Glæde
Glæde - For at der kan være glæde, skal alting gå godt, derfor vil det være gavnligt at rette tingene.

1. Ni på første plads: At kunne mærke glæde er godt.

2. Ni på anden plads: Glæde baseret på indre tillid og ro er godt, så man må få tristhed væk.

2. Seks på tredje plads: At prøve at få glæde til at komme, vil være dårligt.

Ni på fjerde plads: Man taler om glæde, men der er endnu ikke fred. Når man kan holde det skadelige fra livet, så kan der være glæde.

Ni på femte plads: At have tillid til det der er i forfald, er farligt.

Øverst seks: Trække glæde frem.